# スティーブン・メネル
スティーブン・メネル（英語: Stephen Mennell1944年 イギリス、ヨークシャー）は社会学研究者、ユニバーシティ・カレッジ・ダブリン.の名誉教授である。
ウェスト・ヨークシャーのハダースフィールド・ニュー・カレッジ（Huddersfield New College（英語）） に進むとケンブリッジのセント・キャサリンズ・カレッジ（St Catharine's College, Cambridge）に転じて経済学士号を授与され（1966年）、アムステルダム大学に進むと博士号を受ける。1966年から1967年はフランク・ノックス記念研究員としてアメリカのハーバード大学に在籍、イギリスに帰国した1967年から1990年までエクセター大学で教壇に立った。オーストラリアに移りモナシュ大学人類学・社会学部で社会学の教授に迎えられる。
1993年には帰欧しユニバーシティ・カレッジ・ダブリンに着任（1993年）。同学で妻のバーバラと協力して『UDC大学出版局』を創業。同学はアイルランド政府の助成金事業として社会科学研究機関の新設に際し、メネルに初代所長を委嘱する（1999年–2002年、現・ギアリー研究所）。
学究生活においてノルベルト・エリアス（1897年–1990年）に受けた影響は強く、エリアスを顕彰する財団（アムステルダム）の理事の座を占めるメネルは、事実上、エリアスの理論の実践者の一人でもある。UCD大学出版から英語版のノルベルト・エリアス全著作集18巻を編集総代として編んだ。
学術誌『Food & History』編集委員を務める。エリアスへの傾倒ぶりを示すメネルの著作は、1985年に上梓した『All Manners of Food: Eating and Taste in England and France from the Middle Ages to the Present』ならびに『The American Civilizing Process』（2007年）とされる。

## 栄誉栄典
- 2004年：ケンブリッジ大学文学博士号
- 2004年：オランダ王立芸術科学アカデミー　海外会員[8]
- 2009年：王立アイルランド学士院（英語版）会員[9]

（前略）多くの社会学者 – 特に「理論家」は – 隠蔽主義や新語主義で着飾らず、明確に表現された発想には価値を感じないものだ。

## 主な著作
- スティーブン・メネル『食卓の歴史』北代美和子 訳（中央公論社、1989年）全国書誌番号:89042801。原題は『原タイトル: All manners of food』。

- Goudsblom, Johan 共編（序とも）『All manners of food : eating and taste in England and France from the Middle Ages to the present』（B. Blackwell, 1985）国立国会図書館書誌ID:000003150237

翻訳
- Rocher, Guy. Mennell, Barbara and Stephen 訳『Talcott Parsons and American sociology』（Nelson, 1974）NDLJP:R100000002-I000006314027。序文はS・メリルによる。著者はParsons, Talcott, 1902-、原題は『Sociologie Américaine』 017712119X

共著
- Crouch, Colin 共著『The universities : pressures and prospects』〈Young Fabian pamphlet ; 28 Into the seventies〉（Fabian Society, 1972）46p ; 22cm   028352166 、国立国会図書館書誌ID:028352166  コレクションタイトル: 英国政党パンフレット1。
- Sociological Theory: Uses and Unities （1974年、改版は1980年）
- Ritzer, George.『Blackwell companion to major contemporary social theorist』（〈Blackwell companions to sociology; 7〉2003）国立国会図書館書誌ID:000004171299
  - 初版は『The Blackwell companion to major social theorists』Malden, Mass ; Oxford : Blackwell, 2000.
- Turner, Bryan S.『The Routledge international handbook of globalization studies』（Routledge〈Routledge international handbook of globalization studies〉2010）国立国会図書館書誌ID:000004171299
- Klein, Jakob A., Murcott Anne.『Food consumption in global perspective : essays in the anthropology of food in honour of Jack Goody』）（Palgrave Macmillan, 2014）国立国会図書館書誌ID:025422237

共編
- John Stone 共編（序とも）『Alexis de Tocqueville on democracy, revolution, and society : selected writing』（シカゴ大学出版局〈The Heritage of sociology〉、1980年）国立国会図書館書誌ID:00000312620

エリアス著作集2集を Johan Goudsblomと共編した。 
- 『Norbert Elias on civilization, power, and knowledge : selected writings』（シカゴ大学出版局〈The heritage of sociology〉1998）